# 瑞德靈
瑞德靈（英語：Riddelliine）是从一些千里光属植物中提取到的一种有毒吡咯里西啶类生物碱。其最初在产自美国西部的瑞德氏千里光（学名：Senecio riddellii）中提取得到，同时在一些猪屎豆属、琴颈草属以及千里光属等牧区植物中均有分布，特别是在这些植物的种子和花中含量最高。同时其可在诸如肉、草药、牛奶、蜂蜜等污染的农牧产品发现，并对人造成损害。
瑞德灵被视为一种致癌物。它被列为IARC第2B类致癌物，并被美国国家毒物计划列入《致癌物报告(Report On Carcinogens)》名单。

## 历史
瑞德靈由加拿大化学家理查德·H·F·曼斯特（Richard H. F. Manske）于1938年分离得到，并于1942年由罗杰·亚当斯等人确定其化学式和结构。

## 结构与性质
瑞德灵是一种大环二酯，在植物中连同其N-氧化物以游离形式存在，N-氧化物经摄入后可在体内还原成瑞德灵。瑞德灵室温下为无色或微黄晶体，熔点为197-198 °C。其可溶于氯仿、丙酮和乙醇，在水中溶解度很低，但其N-氧化物可溶。 其固体在非强光直射下可以稳定保存一年以上。其可被氧化剂氧化，但在空气中氧化速率很慢。其水溶液和醇溶液在室温下稳定，但受热时会分解产生有毒的氮氧化物烟雾。

倒千里光裂碱

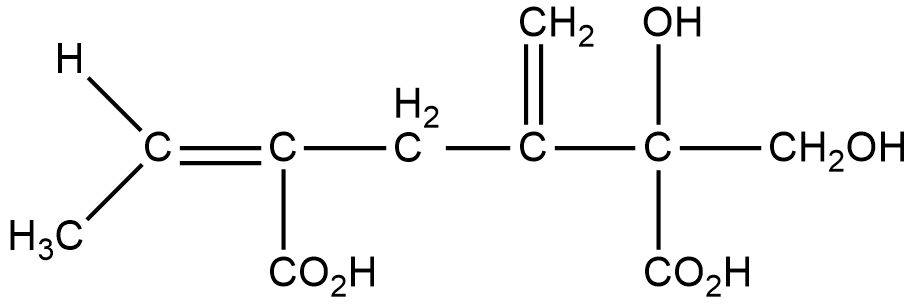
riddelliic acid结构

## 生物合成
瑞德灵在许多千里光植物中都有存在，特别是在瑞德千里光中，瑞德灵和其N-氧化物达到全株总重的18%。
利用同位素示踪法研究瑞德灵在生物体内合成过程，发现其与其他吡咯里西啶类生物碱一样均涉及鸟氨酸和精氨酸转化为倒千里光裂碱(retronecine)的过程。精氨酸或其前体鸟氨酸首先转化成丁二胺，然后二聚形成高精脒（homospermidine）。高精脒氧化成对应的二醛胺，随后经历分子内曼尼希反应产生頸花眯（trachelanthamidine），頸花眯经脱氢形成蘇皮尼啶（supinidine）中间体最终产生倒千里光裂碱。倒千里光裂碱和一种名为“riddelliic acid”的不饱和羧酸反应就形成瑞德灵。

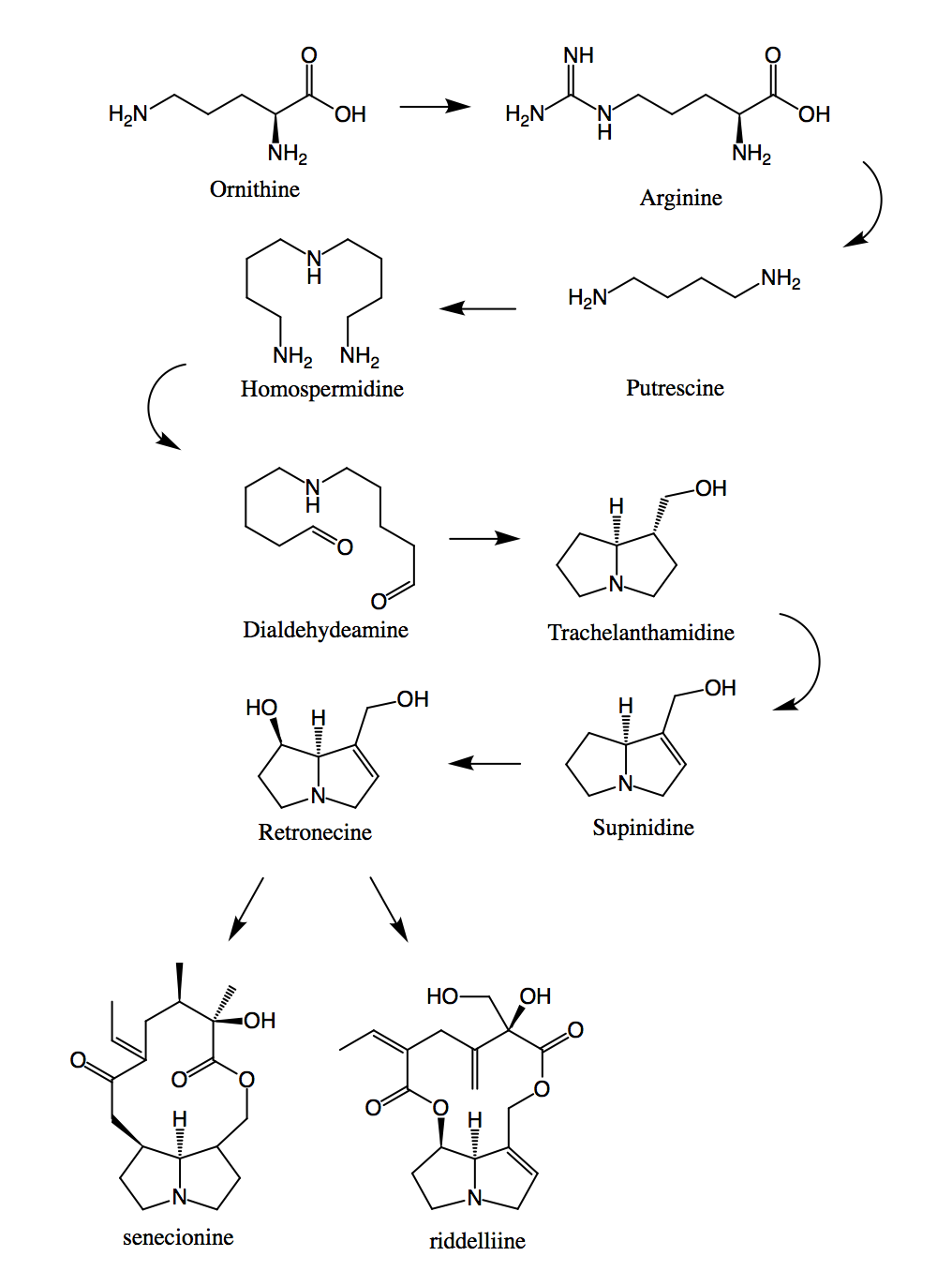
提出的一种瑞德灵等吡咯里西啶类生物碱生物合成过程

## 作用机理
瑞德靈和其他吡咯里西啶类生物碱一样本身没有毒性，但经过肝脏代谢可能会产生有毒代谢产物。瑞德靈如果在肝脏中水解，则产生无毒的N-氧化物，但如果被细胞色素P450脱水则形成有毒的脱氢瑞德靈，一种归属于脱氢吡咯嗪(dehydropyrrolizidine，DHP)的有害物，其可与DNA碱基结合，诱发肝肿瘤。

## 危害
瑞德靈可对于人类、动物以及微生物造成多种不良反应。

### 人类
在人类中，曾有报道服用含有瑞德靈的草药制剂后观察到急性肝静脉闭塞的现象。在体外研究中，人类淋巴细胞暴露于瑞德靈中会导致姊妹染色单体交换。对于致癌性，虽然没有直接的人体研究，但基于动物实验结果，里瑞德靈被归类为2B类致癌物，意味着它可能对人类具有致癌性。

### 动物
在一项针对大小鼠的口服瑞德靈实验中，大鼠后出现肝血管瘤、肝细胞癌、肝部腺瘤以及单核细胞白血病的症状；雄性小鼠出现了肝血管瘤；雌性小鼠则产生了支气管肺泡肿瘤。在另一项口服实验中，在大小鼠培养的肝细胞中均观察到非计划性DNA合成现象。同时瑞德靈也会干扰啮齿动物发情期。
瑞德靈还对鼠肝细胞产生致突变性。一项研究发现瑞德靈能导致鼠肝内皮细胞DNA发生以G:C→A:T碱基对转变为主的突变，并推测这种突变是导致瑞德靈高致癌性的原因。同时瑞德靈在细菌上观察到了毒性，特别是鼠伤寒沙门菌（Salmonella typhimurium）暴露于瑞德靈时，其后代出现了多种突变。
对于其他动物，常见的中毒症状涵盖神经系统、消化系统以及血液系统症状，如腹泻、高血氨、溶血以及常见的腹水等。1991年曾报道了对小牛只喂食含瑞德靈以及其N-氧化物的瑞德千里光草，小牛出现了体重下降、抑郁、食量减少、后肢共济失调、腹水和水肿，并在20天后死亡。通过显微镜检查发现了肝细胞坏死和肝小叶萎陷，成纤维细胞和胶原蛋白数量增加，肝门水肿，肝细胞核不均一并伴有部分细胞肿大，胆管增生等多种肝损害。